# Campylotropis latifolia
Campylotropis latifolia là một loài thực vật có hoa trong họ Đậu. Loài này được (Dunn) Schindl. miêu tả khoa học đầu tiên.